# Alfred Kahl
Alfred Detlef Fritz Kahl (18 février 1877 - novembre 1946) est un instituteur allemand qui s'est mis à la microscopie au milieu de sa vie et est devenu un biologiste de référence sur les protistes ciliés. Dans un élan de productivité scientifique qui n'a duré que neuf ans, il a publié 1 800 pages de travaux scientifiques, dans lesquels il a décrit 17 nouvelles familles, 57 genres et environ 700 espèces de ciliés inconnues jusqu'alors. Au cours de sa brève carrière de protozoologiste, il a redécrit et illustré presque toutes les espèces de ciliés connues à son époque et les a intégrées dans une classification systématique qui reste influente aujourd'hui,.

## Biographie

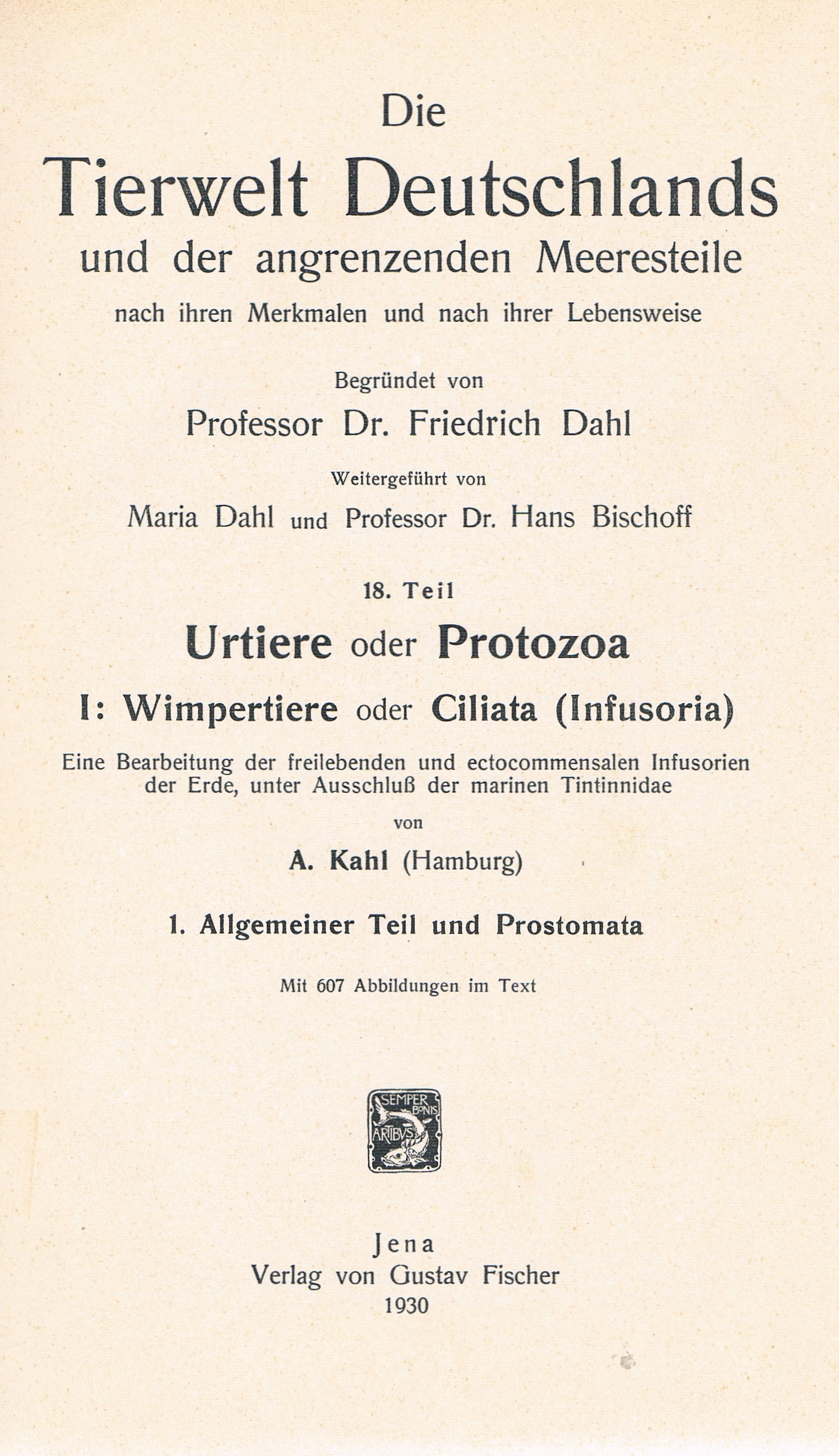
Page de garde du recueil en quatre volumes d'Alfred Kahl sur les ciliés, Wimpertiere oder Ciliata, 1930-35.

Kahl naît en 1877 dans la municipalité de Warwerort, dans le district de Dithmarschen en Allemagne, une région du pays qui comprend la ville de Hambourg. Les archives officielles indiquent qu'il a enseigné à l'école primaire à Hambourg, de 1897 à 1901, et qu'en 1934, il enseignait l'anglais, le français et l'histoire naturelle dans un Gymnasium (lycée) de Hambourg. On ne sait rien d'autre sur ses débuts. Son intérêt pour les ciliés a commencé, selon ses propres dires, lorsque sa fille étudiait sous la direction d'Eduard Reichenow (en), alors chef du département des protozoaires à l'Institut tropical de Hambourg : « La littérature et les préparations très intéressantes que ma fille Lucia a rapportées à la maison m'ont fasciné, en tant que biologiste dévoué, et ont fait naître en moi le désir d'étudier ce domaine plus en profondeur... C'est donc avec enthousiasme que j'ai commencé, au début de l'année 1924, à lire de la littérature et à étudier les petites étendues d'eau de mes environs. En l'espace de neuf mois, j'ai acquis des connaissances assez solides pour dessiner et identifier de nombreuses espèces ».
Le premier ouvrage scientifique de Kahl, publié en 1926 à l'âge de 49 ans, est une monographie de 241 pages sur les « formes nouvelles et peu connues de ciliés holotriches et hétérotriches ». Au cours des neuf années suivantes, il publie une série régulière d'articles importants, dont le point culminant est son étude exhaustive en quatre volumes sur les ciliés vivant en liberté, Wimpertiere oder Ciliata (Infusoria), publiée dans le cadre d'une série sur la faune allemande, éditée par le zoologiste Friedrich Dahl. Cet ouvrage abondamment illustré, qui associe de nouvelles recherches à des études historiques et taxinomiques méticuleuses, est achevé en 1935. C'est à ce moment-là que Kahl cesse brusquement de publier.
Les raisons du retrait de Kahl ne sont pas connues. Le ciliatologue Wilhelm Foissner suppose qu'il a été découragé par les critiques acerbes de ses collègues universitaires et par le rejet des revues universitaires. Malgré ces revers, son travail a continué à gagner des admirateurs parmi les chercheurs impliqués dans la classification et l'identification des ciliés. Au début des années 1940, il retourne à son microscope et produit la première partie de ce qui doit être un autre traité en quatre volumes sur les infusoires. Le premier volume a été imprimé. Cependant, dans la tourmente et la confusion de l'Allemagne en temps de guerre, la deuxième partie de l'ouvrage projeté a été perdue, et les sections restantes n'ont jamais été achevées. En novembre 1946 (la date exacte est incertaine), Alfred Kahl meurt de causes inconnues, à l'âge de 69 ans.

## Méthodes de travail et héritage

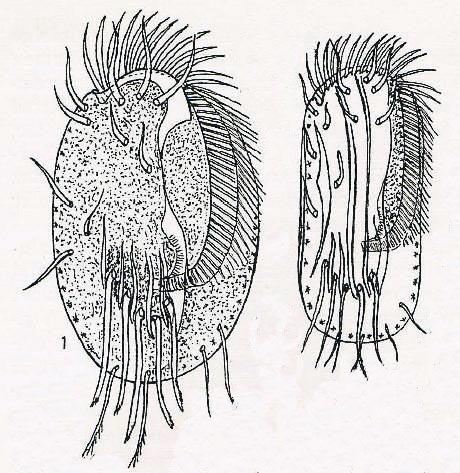
Les ciliés ' et ', du vol. III de Wimpertiere oder Ciliata.

Kahl travaille seul, à l'aide d'un microscope monoculaire de base, équipé d'un objectif à immersion d'huile offrant un grossissement maximal de 500X. Il préfère examiner des sujets vivants et utilise rarement des spécimens fixés ou des colorants chimiques. De son examen minutieux des organismes vivants, il produit des dessins simples et informatifs à main levée pour accompagner ses observations écrites.
Malgré la simplicité de ses procédures, l'absence de collaborateurs et le manque de formation formelle, il finit par dominer son domaine, au point que la période 1930-1950 a été qualifiée d'« ère kahlienne » de la systématique des ciliés. Au cours de cette décennie d'activité, il double presque le nombre d'espèces de ciliés connues et créée un corpus d'études qui est encore régulièrement cité. Cette réalisation est décrite par le ciliatologue John Ozro Corliss comme un « record incroyable [qui] n'a jamais été atteint - et ne le sera probablement jamais - dans les annales de la protozoologie et de la microscopie, qu'elles soient passées, présentes ou futures ».

## Publications
- (de) Alfred Kahl, « Neue und wenig bekannte Formen Der holotrichen und heterotrichen Ciliaten », Archiv für Protistenkunde, vol. 55,‎ 1926, p. 197-438
- (de) A. Kahl, « Neue und erganzende Beobachtungen holotricher Ciliaten », Archiv für Protistenkunde, vol. 60,‎ 1927, p. 34-129 (ISSN 0003-9365)
- (de) A. Kahl, « Urtiere oder Protozoa I: Wimpertiere oder Ciliata (Infusoria) », Die Tierwelt Deutschlands, F. Dahl, G. Fischer, Jena., vol. 18,‎ 1930–35
  - I. Allgemeiner Teil und Prostomata, 1930, p. 1-180 [lire en ligne]
  - II. Holotricha (außer den im vol. 1), 1931, p. 181-398 [lire en ligne]
  - III. Spirotricha, 1933 p. 399-650 [lire en ligne]
  - IV. Peritricha and Chonotricha, 1935, p. 651-886 [lire en ligne]
- (en) A. Kahl, « Untitled Monograph of 1943 (on Prostomatean ciliates) », Acta Protozoologica, vol. 43,‎ 2004 (suppl.), p. 11-69.
- (en) David J. Patterson, Kahl's Keys to the Ciliates, Université de Bristol, 1978 (lire en ligne) (traduction en anglais des clés de détermination de Wimpertiere oder Ciliata).